# Dajana Vasić
Dajana Vasić, poreklom iz Sokobanje, je modni kreator. Nakon završene treće godine srednje Umetničke škole u Nišu, upisala je Fakultet primenjenih umetnosti u Beogradu. Diplomirala 2014. godine na odseku Savremeno odevanje, u klasi prof. Gordane Komad Arsenijević, a potom je upisala master studije. Učestvovala je na Beogradskoj nedelji dizajna 2014. godine.
Diplomska kolekcija Dajane Vasić, pod nazivom Oblitus, bila je inspirisana erom pedesetih godina i aristokratijom u propadanju. Nosilac kolekcije Oblitus je odevni predmet – haljina na kojoj se nalazi 30.000 zihernadli.

## Izložbe i modne revije
- 2014. izložba u okviru Beogradske nedelje dizajna
- 2014. završna diplomska izložba na Fakultetu primenjenih umetnosti u Beogradu
- 2014. Diploma '14, Muzej primenjene umetnosti
- 2014. izložba u okviru projekta Kreativnost u Srbiji, Muzej istorije Jugoslavije
- 2013. modna revija u rezidenciji Ambasade Republike Nemačke
- 2013. završna izlozba na kraju treće godine Fakulteta primenjenih umetnosti u Beogradu
- 2012. izložba Kostim kao izazov, eksperiment, proba…, Mala galerija ULUPUDS-a
- 2012. završna izložba na kraju druge godine Fakulteta primenjenih umetnosti u Beogradu
- 2011. završna izložba na kraju prve godine osnovnih studija na Fakultetu primenjenih umetnosti u Beogradu

## Spoljašnje veze
- Vesin, K., The Devil Makes Us Sin: Jovana Mladenović i Dajana Vasić, Wannabe Magazine, 23.10.2011., Pristupljeno 1.11.2014.